# Осипов, Олег Сергеевич
Олег Сергеевич Осипов (род. 19 сентября 1978, Москва, РСФСР, СССР) — российский государственный деятель. Помощник заместителя председателя Совета безопасности РФ Дмитрия Медведева с 13 февраля 2020 года.
Пресс-секретарь председателя Правительства Российской Федерации — заместитель руководителя Аппарата Правительства Российской Федерации с 17 сентября 2018 по 22 января 2020. 

## Биография
Олег Сергеевич Осипов родился 19 сентября 1978 года в Москве.
В 1999 году окончил Институт стран Азии и Африки при МГУ им. Ломоносова.
- С августа по ноябрь 1999 года — стажёр резерва при управлении кадров административной дирекции РИА «Вести».
- С ноября 1999 по март 2001 года — корреспондент редакции экономической информации службы оперативной информации главной дирекции информации РИА «Вести».
- С марта 2001 по январь 2007 года — специальный корреспондент президентской группы службы оперативной информации главной дирекции информации РИА «Вести».
- С января по ноябрь 2007 года — заместитель директора главной дирекции информации — руководитель президентской группы службы оперативной информации главной дирекции информации ФГУП РАМИ «РИА Новости».
- С ноября 2007 по октябрь 2010 года — заместитель руководителя объединённой редакции новостей, руководитель политической редакции ФГУП РАМИ «РИА Новости».
- С октября 2010 по май 2011 года — заместитель руководителя объединённой редакции новостей ФГУП РАМИ «РИА Новости».
- С мая 2011 по апрель 2013 года — руководитель объединённой редакции новостей ФГУП РАМИ «РИА Новости».
- С апреля 2013 по апрель 2014 года — управляющий директор — руководитель объединённой редакции новостей ФГУП РАМИ «РИА Новости».
- С апреля 2014 по январь 2015 года — консультант ФГУП МИА «Россия сегодня».
- С января 2015 года — первый заместитель главного редактора ФГУП МИА «Россия cегодня».
- В 2018—2020 годах — пресс-секретарь премьер-министра РФ Дмитрия Медведева.
- С 13 февраля 2020 — помощник заместителя председателя Совета безопасности РФ Дмитрия Медведева[1].

## Награды
- Орден Дружбы.
- Медаль ордена «За заслуги перед Отечеством» II степени.
- Медаль ордена «За заслуги в области сетевых информационных технологий» министерства печати и массовых коммуникаций РФ.
- Медаль «За вклад в развитие Евразийского экономического союза» (29 мая 2019 года, Высший совет Евразийского экономического союза)[3].

## Семья
Женат, двое детей.